# Liste der Geotope in Ulm
Diese sortierbare Liste der Geotope in Ulm enthält die Geotope des baden-württembergischen Stadtkreises Ulm, die amtlichen Bezeichnungen für Namen und Nummern sowie deren geographische Lage. Die Geotope sind im Geotop-Kataster Baden-Württemberg dokumentiert und umfassen Aufschlüsse von Gesteinen, Böden, Mineralien und Fossilien sowie besondere Landschaftsteile.

## Liste
Im Stadtkreis sind 24 Geotope (Stand 30. Mai 2021) offiziell vom Landesamt für Geologie, Rohstoffe und Bergbau (LGRB) ausgewiesen:
| Steckbrief Nr. (PDF) | Name | Geotoptyp          | Gemeinde/Stadt, Gemarkung  | Koordinaten                     | Bild | Bemerkungen |
| -------------------- | --- | ------------------ | -------------------------- | ------------------------------- | ---- | --- |
| 4839                 | Aufg. Kiesgrube mit Teich im Gewann Haslach ca. 400 m ESE der Unterführung der B 30                          | Aufschluss         | Ulm Gemarkung Donaustetten | 48° 19′ 38,1″ N, 9° 56′ 45,4″ O |      | Geologische Einheit: Mindeleiszeitlicher Schotter Status: geschützt (Naturdenkmal Stillgewässer im Gewann Haslache)                                 |
| 4840                 | Aufg. Kiesgrube E der Straße Donaustetten-Humlangen                                                          | Aufschluss         | Ulm Gemarkung Donaustetten | 48° 19′ 10,2″ N, 9° 56′ 11,9″ O |      | Geologische Einheit: Mindeleiszeitlicher Schotter Status: geschützt (Naturdenkmal Ehemalige Kiesgrube im Gewann Häule)                              |
| 4841                 | Erminger Turritellenplatte 600 m NW von Ermingen                                                             | Landschaftselement | Ulm Gemarkung Ermingen     | 48° 23′ 7,5″ N, 9° 53′ 31,5″ O  |      | Geologische Einheit: Obere Meeresmolasse Status: geschützt (Naturdenkmal Geotop Buchhau 1 und 2)                                                    |
| 4842                 | Quelle und Teich Kesselbrunnen im Gewann Kesselbronn W der B 19, NW von Thalfingen                           | Quelle             | Ulm Gemarkung Jungingen    | 48° 26′ 52,9″ N, 10° 1′ 54,3″ O |      | Geologische Einheit: Untere Süßwassermolasse Status: geschützt (Naturdenkmal Quellsumpf Kesselbronn 5)                                              |
| 4843                 | Hülbe (Doline ?) unmittelbar nördl. des Fahrwegs (Stützmauer), 300 m ESE von St. Moritz                      | Landschaftselement | Ulm Gemarkung Jungingen    | 48° 27′ 31,5″ N, 10° 1′ 6,4″ O  |      | Geologische Einheit: Untere Süßwassermolasse Status: geschützt (Naturdenkmal Hüle bei St. Moritz 1)                                                 |
| 4844                 | Aufg. Steinbruch Hagener Tal                                                                                 | Aufschluss         | Ulm Gemarkung Jungingen    | 48° 27′ 46,3″ N, 9° 59′ 23,5″ O |      | Geologische Einheit: Liegende Bankkalk-Formation Status: geschützt (Naturdenkmal Halbtrockenrasen im Gewann Hagener Tal)                            |
| 4845                 | Aufg. Steinbruch Steigäcker-Blattegert am NW-Hang des Oberen Eselsbergs (Bundesfestung) SE von Mähringen     | Aufschluss         | Ulm Gemarkung Mähringen    | 48° 26′ 1,5″ N, 9° 56′ 41,8″ O  |      | Geologische Einheit: Massenkalk-Formation Status: geschützt (Naturdenkmal Geotop in den Gewannen Augstletweg, Blattegert und Steigäcker)            |
| 4846                 | Quellteich des Sullensbrunnens zw. der Umgehungsstraße Oberer Eselsberg und der Nordbastion der Wilhelmsburg | Landschaftselement | Ulm                        | 48° 25′ 19,9″ N, 9° 58′ 49,5″ O |      | Geologische Einheit: Untere Süßwassermolasse Status: geschützt (Naturdenkmal Stillgewässer im Gewann Dullisbrunnen)                                 |
| 4847                 | Quellmoor Lange Weidach                                                                                      | Landschaftselement | Ulm                        | 48° 23′ 2,2″ N, 9° 56′ 13,3″ O  |      | Geologische Einheit: Untere Süßwassermolasse Status: geschützt (Naturdenkmal Quellmoor in den Gewannen Grimmelfinger Wegle und Lange Weidach)       |
| 4848                 | Felsaufschluss am Kienlesberg                                                                                | Aufschluss         | Ulm                        | 48° 24′ 23,9″ N, 9° 58′ 38,2″ O |      | Geologische Einheit: ? Status: Status: geschützt (Naturdenkmal Felsaufschluss Heckenbühl/Kienlesbergstraße)                                         |
| 4849                 | Zigeunerfels                                                                                                 | Felsformation      | Ulm                        | 48° 24′ 52,7″ N, 9° 58′ 13,5″ O |      | Geologische Einheit: ? Status: Status: geschützt (Naturdenkmal Halbtrockenrasen Lehrer-Tal-Weg 200)                                                 |
| 4850                 | Dolinen (Hülben) nördlich Harthausen                                                                         | Dolinen            | Ulm                        | 48° 24′ 5,1″ N, 9° 54′ 14,3″ O  |      | Geologische Einheit: ? Status: geschützt (Naturdenkmal Dolinen in den Gewannen Buchbrunnenhalde, Dreierberg, Raite, Roter Berg und Schanzgrubenhau) |
| 4851                 | Höhle am Roten Berg                                                                                          | Höhle              | Ulm                        | 48° 24′ 12″ N, 9° 56′ 5,3″ O    |      | Geologische Einheit: ? Status: geschützt (Naturdenkmal Höhle im Gewann Haldenberg und Am Roten Berg 46)                                             |
| 4852                 | Quelle am Hohen Rain oberh. der Illerstraße                                                                  | Quelle             | Ulm                        | 48° 22′ 39,7″ N, 9° 57′ 26,7″ O |      | Geologische Einheit: ? Status: geschützt (Naturdenkmal Quellaustritt in den Gewannen An der Halde und Hoher Rain)                                   |
| 4853                 | Hangquellmoor NW Eggingen                                                                                    | Landschaftselement | Ulm                        | 48° 22′ 9,9″ N, 9° 52′ 1,8″ O   |      | Geologische Einheit: ? Status: geschützt (Naturdenkmal Hangquellmoor im Gewann Hochsträß)                                                           |
| 4854                 | Fels im unteren Schammental oberh. Kirche Klingenstein                                                       | Felsformation      | Ulm Gemarkung Mähringen    | 48° 25′ 20,7″ N, 9° 54′ 37,1″ O |      | Geologische Einheit: Weißer Jura Status: geschützt (Naturdenkmal Fels in den Gewannen Eichhalde und Zaunhalde)                                      |
| 4855                 | Hülbe Großer Gehrn, Jungingen                                                                                | Landschaftselement | Ulm Gemarkung Jungingen    | 48° 27′ 11,5″ N, 10° 0′ 52,1″ O |      | Geologische Einheit: ? Status: geschützt (Naturdenkmal Hüle im Gewann Großer Gehrn ('Kuhlach'))                                                     |
| 4856                 | Hangquellmoor SE Schaffelkingen                                                                              | Landschaftselement | Ulm Gemarkung Ermingen     | 48° 22′ 8,4″ N, 9° 55′ 21,2″ O  |      | Geologische Einheit: ? Status: geschützt (Naturdenkmal Hangquellmoor im Gewann Hagbrunnen)                                                          |
| 4857                 | Alte Sandgrube E Eggingen                                                                                    | Aufschluss         | Ulm Gemarkung Eggingen     | 48° 21′ 47,3″ N, 9° 53′ 23″ O   |      | Geologische Einheit: Graupensand Status: geschützt (Naturdenkmal Tännelesburren)                                                                    |
| 4858                 | Sandgrube Käppelesberg                                                                                       | Aufschluss         | Ulm Gemarkung Eggingen     | 48° 21′ 34,1″ N, 9° 52′ 29,1″ O |      | Geologische Einheit: Graupensand |
| 4859                 | Aufg. Steinbruch Eichhalde am Mähringer Berg                                                                 | Aufschluss         | Ulm Gemarkung Mähringen    | 48° 25′ 37,9″ N, 9° 55′ 12,9″ O |      | Geologische Einheit: Liegende Bankkalk-Formation über Massenkalk-Formation                                                                          |
| 4860                 | Weiherbachquelle im Kiesental N von Klingenstein                                                             | Quelle             | Ulm Gemarkung Mähringen    | 48° 25′ 45,1″ N, 9° 54′ 30,2″ O |      | Geologische Einheit: Untere Felsenkalk-Formation |
| 4861                 | Steinbrüche 1000 m N von Blaustein im Schrammental                                                           | Aufschluss         | Ulm Gemarkung Mähringen    | 48° 25′ 33″ N, 9° 55′ 18,6″ O   |      | Geologische Einheit: Massenkalk-Formation |
| 4862                 | Straßenböschung am N-Rand des Verschiebebahnhofs E vom Bhf. Söflingen                                        | Aufschluss         | Ulm                        | 48° 24′ 21,9″ N, 9° 58′ 22,1″ O |      | Geologische Einheit: Oberjura |